# Josep Puig i Bosch
Josep Puig i Bosch, també conegut com a Hilari d'Arenys de Mar (Arenys de Mar, Maresme, 1889 — Barcelona, 1976) fou un escriptor i frare caputxí.
Va entrar a l'orde caputxí i va prendre el nom d'Hilari d'Arenys de Mar.
Publicà un gran nombre d'obres literàries. La seva obra comprèn una quarantena d'obres de poesia, teatre, narració, biografia, pietat, prosa literària i divulgació cultural. Són molt remarcables els seus goigs i himnes religiosos. N'ha publicat uns dos-cents. També participà assíduament als Jocs Florals de Barcelona.
L'Arxiu Històric de la Ciutat de Barcelona custodia una part del seu fons personal.

## Obres
| - Nostres cançons , (1916) - Alba de Pasqua, (1924) - Nadal, (1924) - Camperola, (1924) - El meu poble, (1924) - Poema pastoral, (1925) - Les eixides, (1928) - La vall de Núria, (1929) | - Els Germans de Sant Francesc, (1929) - Cançons de Nadal i de Pasqua, (1931) - La nostra mar, (1947) - Primer llibre de goigs. Del camp i de la terra, (1952) - El pessebre de sant Francesc, (1953) - Santa Clara d'Assis, (1956) - La vida i el sol, (1959) - Guia de la Vall Sagrada de Núria, (1963) |

### Poemes presentats alsJocs Florals de Barcelona[2]
| - Barcarola pia, (1916) - Aigua de sang, (1916) - Eccos i Narcís, (1916) - Cant de germanor, (1916) - Oració del profeta, (1916) - Capvespre dels cors, (1917) - Roses de miracle, (1917) - El pescador de perles, (1917) - Amors en la marina, (1919) - El misteri de les carreteres, (1919) - Del amor sagrat, (1919) - Nostres flors: Sor Sanxa, (1920) - La cançó del rossinyol que cantava una nena francesa, (1920) - L'Oració de la cativa, (1921) - Proses reals, (1921) - El petit heroi, (1922) - Poemes del bressol, (1922) - Notes patriarcals, (1922) - Poema sacratissim, (1923) - Matinal, (1923) - La oda a la Dama de la Creu, (1923) - La Ciutat redimida, (1924) - La Verge Blanca, (1924) - Dafnis i Cloe, (1924) - Els poemes de Sant Francesch, (1926) - L'amor canta, (1926) - L'augustal Complanta, (1926) - Goigs a llaor de Nostra Dona de les Neus, (1926 i 1928) - Als Joves. Apòleg, (1927) - Camí de l'erm, (1927) - Romanç de les gualdrapes, (1927) - M'enyoro... Entornem-se'n, (1927) - La oda novíssima, (1928) - Sor Sanxa, (1928) | - El Geni brinda, (1928) - Què havia de fer?, (1928) - Cançó de Patria, (1928) - Els nostres Sants, (1929) - Una de les joies de nostra Barcelona, (1929) - La Pepa galan, (1929) - Cançó de l'amor que guanya, (1929) - Terra beneïda, (1929) - El sant Crist de les cruilles, (1930) - Cançó de noces, (1930) - Tot sol..., (1930) - Niobe cristianitzada, (1930) - Sonata. Psiquis, (1930) - Maria del Carme, (1930) - Els fills de Déu s'enamoren de les filles dels homes, (1930) - La creació d'Eva, (1930) - Salvadoret Bonaplata, (1930) - Oda minúscula, (1930 i 1933) - L'estudiant enamorat, (1931) - El caçador gentil, (1931) - David i la sunamita, (1932) - Cant a la Pàtria, (1932) - Venus i Paris, (1932) - Eros i Psiquis, (1932) - Primavera de l'amor, (1933) - Sant Francesc d'Assis, (1933) - El crit de les banderes, (1933) - Oda diminuta, (1934) - El tresor de casa nostra, (1934) - Cançó dels segadors, (1934) - Jesús, el Mestre, (1934) - Comiat de l'emigrant, (1934) - Un home modern, (1934) - Goigs a llaor de N. D. de les Neus venerada a la Renclusa, (1934) - "Himne a la Verge de la Salut", (19??) |